# هارپرتاون (کالیفرنیا)
هارپرتاون (به انگلیسی: Harpertown) یک منطقهٔ مسکونی در ایالات متحده آمریکا است که در شهرستان کرن، کالیفرنیا واقع شده‌است. هارپرتاون ۱۲۱ متر بالاتر از سطح دریا واقع شده‌است.